# Lijst van vlaggen van Oost-Timor
Dit is een lijst van vlaggen van Oost-Timor.

## Nationale vlag (perFIAV-codering)
|          | Civiele vlag | Staatsvlag | Oorlogsvlag |
| -------- | ------------ | ---------- | ----------- |
| Te land  | · ?          | · ?        | · ?         |
| Te water | · ?          | · ?        | · ?         |

## Vlaggen van politieke partijen en voormalige bevrijdingsbewegingen
| Vlag | Periode   | Functie | Beschrijving |
| --- | --------- | --- | ------------ |
| Vlag van de Aliansa Demokratika (AD).                                                                            |           | Vlag van de Aliansa Demokratika (AD).                                                                            |              |
| Vlag van de Associação Social-Democrata de Timor (ASDT).                                                         |           | Vlag van de Associação Social-Democrata de Timor (ASDT).                                                         |              |
| Vlag van het BLLT, het Bureau de Luta pela Libertação de Timor (Strijdorganisatie voor de Bevrijding van Timor). | 1961-1963 | Vlag van het BLLT, het Bureau de Luta pela Libertação de Timor (Strijdorganisatie voor de Bevrijding van Timor). |              |
| Vlag van het Congresso Nacional da Reconstrução Timorense (CNRT, Nationaal Congres van de Timorese Wederopbouw). |           | Vlag van het Congresso Nacional da Reconstrução Timorense (CNRT, Nationaal Congres van de Timorese Wederopbouw). |              |
| Vlag van de Conselho Nacional de Resistência Timorense (CNRT, Nationale Raad van Timorees Verzet).               | ?-2001    | Vlag van de Conselho Nacional de Resistência Timorense (CNRT, Nationale Raad van Timorees Verzet).               |              |
| Vlag van Falintil.                                                                                               | ?-2001    | Vlag van Falintil.                                                                                               |              |
| Vlag van Fretilin.                                                                                               |           | Vlag van Fretilin.                                                                                               |              |
| Vlag van de Klibur Oan Timor Asuwain (KOTA).                                                                     |           | Vlag van de Klibur Oan Timor Asuwain (KOTA).                                                                     |              |
| Vlag van de Partai Liberal (PL).                                                                                 |           | Vlag van de Partai Liberal (PL).                                                                                 |              |
| Vlag van de Partido Democrático (PD) (PD).                                                                       |           | Vlag van de Partido Democrático (PD) (PD).                                                                       |              |
| Vlag van de Partido Democrata Cristão (PDC).                                                                     |           | Vlag van de Partido Democrata Cristão (PDC).                                                                     |              |
| Vlag van de Partido Democrática Republica de Timor (PDRT).                                                       |           | Vlag van de Partido Democrática Republica de Timor (PDRT).                                                       |              |
| Vlag van de Partido Milénio Democrático (PMD).                                                                   |           | Vlag van de Partido Milénio Democrático (PMD).                                                                   |              |
| Vlag van de Partido Nasionalista Timorense (PNT).                                                                |           | Vlag van de Partido Nasionalista Timorense (PNT).                                                                |              |
| Vlag van de Partido do Povo de Timor (PPT).                                                                      |           | Vlag van de Partido do Povo de Timor (PPT).                                                                      |              |
| Vlag van de Partidu Republikanu (PR).                                                                            |           | Vlag van de Partidu Republikanu (PR).                                                                            |              |
| Vlag van de Partido Social Democrata (PSD).                                                                      |           | Vlag van de Partido Social Democrata (PSD).                                                                      |              |
| Vlag van de Partido Socialista de Timor (PST).                                                                   |           | Vlag van de Partido Socialista de Timor (PST).                                                                   |              |
| Vlag van de Partido Unidade Nacional (PUN).                                                                      |           | Vlag van de Partido Unidade Nacional (PUN).                                                                      |              |
| Vlag van de União Democrática Timorense (UDT).                                                                   |           | Vlag van de União Democrática Timorense (UDT).                                                                   |              |
| Vlag van de União Nacional Democrática de Resistência Timorense (UNDERTIM).                                      |           | Vlag van de União Nacional Democrática de Resistência Timorense (UNDERTIM).                                      |              |